# Лозова (зупинний пункт, Південно-Західна залізниця)
Лозова́ — пасажирський зупинний пункт Жмеринської дирекції Південно-Західної залізниці на електрифікованій лінії Гречани — Волочиськ між зупинним пунктом Гарнишівський Переїзд (4 км) та станцією Волочиськ (5 км). Розташований поблизу однойменного села Хмельницького району Хмельницької області.

## Історія
Зупинний пункт відкритий у 2000-х роках.

## Пасажирське сполучення
На платформі Лозова зупиняються приміські електропоїзди сполученням Хмельницький — Підволочиськ.